# بادلة درة (شهدا بهشهر)
بادلة درة (بالفارسية: بادله‌دره) هي قرية تقع في إيران في قسم شهدا الريفي. يقدر عدد سكانها بـ 69 نسمة بحسب إحصاء 2016.